# Kyslíkaté kyseliny
Kyslíkaté kyseliny neboli oxokyseliny jsou kyseliny, obsahující alespoň jeden atom kyslíku. Konkrétně je to sloučenina, která obsahuje vodík, kyslík a alespoň jeden další kyselinotvorný prvek, s alespoň jednou vazbou atomu vodíku na kyslík, která může disociovat za vzniku H+ kationtu a aniontu kyseliny. Všeobecný vzorec je HaZbOc kde Z je kyselinotvorný prvek a koeficienty a, b, c nabývají běžné hodnoty a od 1 do 4, b od 1 do 2, c od 1 do 7 (jsou možné vyšší hodnoty, ale nevyskytují se běžně)

## Vlastnosti
Molekula kyslíkaté kyseliny obsahuje strukturu Z-O-H, kde další atomy nebo skupiny atomů mohou být spojeny s centrálním atomem Z. V roztoku může být taková molekula disociována na ionty dvěma odlišnými způsoby:
- X-O-H ⇌ (X-O)− + H+
- X-O-H ⇌ X+ + OH−[2]

Pokud je centrální atom Z silně elektronegativní, silně přitahuje elektrony atomu kyslíku. V takovém případě je vazba mezi atomem kyslíku a vodíku slabá a sloučenina se snadno ionizuje podle první chemické rovnice. V tomto případě je sloučenina ZOH kyselina, protože uvolňuje proton, tj. Vodíkový kationt. Například dusík, síra a chlor jsou silně elektronegativní prvky, a proto jsou kyselina dusičná, kyselina sírová a kyselina chloristá silné kyseliny.
Pokud je však elektronegativita Z nízká, potom se sloučenina podle druhé chemické rovnice disociuje na ionty a ZOH je alkalický hydroxid. Příklady takových sloučenin jsou hydroxid sodný NaOH a hydroxid vápenatý Ca(OH)2. Vzhledem k vysoké elektronegativitě kyslíku je však většina běžných sloučenin, jako je hydroxid sodný, ve vodě silně bazický, ve srovnání s jinými bázemi je pouze mírně bazická. Například pKa konjugované kyseliny hydroxidu sodného, vody, je 15,7, zatímco amid sodný, amoniak, je blíže 40, což činí hydroxid sodný mnohem slabší bází než amid sodný.
Pokud je elektronegativita Z někde mezi, může být sloučenina amfoterní a v takovém případě může disociovat na ionty oběma způsoby, v prvním případě při reakci s bázemi a v druhém případě při reakci s kyselinami. Příklady toho zahrnují alifatické alkoholy, jako je ethanol.
Když se kyslíkaté kyseliny zahřívají, mnoho z nich se disociuje na vodu a anhydrid kyseliny. Ve většině případů jsou takové anhydridy oxidy nekovů. Například oxid uhličitý, CO2, je anhydrid kyseliny uhličité, H2CO3 a oxid sírový, SO3, je anhydrid kyseliny sírové, H2SO4. Tyto anhydridy rychle reagují s vodou a znovu tvoří tyto kyslíkaté kyseliny.
Organické kyseliny, jako jsou karboxylové kyseliny a fenoly, jsou oxokyseliny. Jejich molekulární struktura je však mnohem komplikovanější než struktura anorganických kyslíkatých kyselin.
Většina běžně se vyskytujících anorganických kyselin jsou kyslíkaté kyseliny. V 18. století, Lavoisier předpokládal, že všechny kyseliny obsahují kyslík a že kyslík způsobuje jejich kyselost. Z tohoto důvodu dal tomuto prvku své jméno, Oxygenium, odvozený z řečtiny a znamenající výrobce kyseliny. Později však Humphry Davy ukázal, že takzvaná kyselina muriatová neobsahuje kyslík, přestože je silnou kyselinou; místo toho je to roztok chlorovodíku, HCl. Takové kyseliny, které neobsahují kyslík, jsou dnes známy jako bezkyslíkaté kyseliny.

## Příprava
Kyslíkaté kyseliny lze připravit reakcí vody a kyselinotvorného nebo amfoterního oxidu:
SO3 + H2O → H2SO4
SO2 + H2O → H2SO3
2 NO2 + H2O → HNO2 + HNO3
CO2 + H2O → H2CO3
Připravit je lze také vytěsněním ze soli silnější kyselinou (a následnou destilací):
2 KNO3 + H2SO4 → 2 HNO3 + K2SO4
Během berzeliovy dualistické teorie se upřednostňovaly adiční vzorce, kde se kyslíkaté kyseliny považovaly za hydráty oxidů:
SO3·H2O, SO2·H2O, N2O5·H2O, P2O5·3H2O
Tyto vzorce však neodpovídají skutečné struktuře kyslíkatých kyselin, proto se v současnosti používají vzorce už uvedeného tvaru.

## Zástupci
V následující tabulce se vzorec a název aniontu týkají zbytků kyseliny, když ztratí všechny atomy vodíku jako protony. Mnoho z těchto kyselin je však polyprotických a v takových případech také existuje jeden nebo více přechodných aniontů. Ke jménu takových aniontů se přidá předpona hydrogen-, v případě potřeby i s číslovkovými předponami. Například SO 2-
4  je síran (síranový aniont), ale HSO -
4  je hydrogensíran (hydrogenovaný aniont). Podobně PO 3-
4  je fosforečnan, HPO 2-
4  je hydrogenfosforečnan a H2PO -
4  je dihydrogenfosforečnan.
| skupina prvku | prvek        | oxidační stav | vzorec kyseliny | název kyseliny                      | vzorec aniontu                  | název aniontu          |
| ------------- | ------------ | ------------- | --------------- | ----------------------------------- | ------------------------------- | ---------------------- |
| 6             | chrom        | +6            | H2CrO4          | Kyselina chromová                   | CrO 2- 4                        | chroman                |
| 6             | chrom        | +6            | H2Cr2O7         | Kyselina dichromová                 | Cr2O 2- 7                       | dichroman              |
| 7             | mangan       | +7            | HMnO4           | Kyselina manganistá                 | MnO - 4                         | manganistan            |
| 7             | mangan       | +6            | H2MnO4          | Kyselina manganová                  | MnO 2- 4                        | manganan               |
| 7             | technecium   | +7            | HTcO4           | kyselina technecistá                | TcO - 4                         | technecistan           |
| 7             | technecium   | +6            | H2TcO4          | kyselina technetová                 | TcO 2- 4                        | technetan              |
| 7             | rhenium      | +7            | HReO4           | Kyselina rhenistá                   | ReO - 4                         | rhenistan              |
| 7             | rhenium      | +6            | H2ReO4          | kyselina rhenová                    | ReO 2- 4                        | rhenan                 |
| 7             | rhenium      | +5            | HReO3           | kyselina rheničná                   | ReO - 3                         | rheničnan              |
| 7             | rhenium      | +5            | H3ReO4          | kyselina trihydrogenrheničná        | ReO 3- 4                        | rheničnan              |
| 7             | rhenium      | +5            | H4Re2O7         | kyselina tetrahydrogendirheničná    | Re2O 4- 7                       | dirheničnan            |
| 8             | železo       | +6            | H2FeO4          | kyselina železová                   | FeO 2- 4                        | železan                |
| 8             | Ruthenium    | +6            | H2RuO4          | kyselina rutheniová                 | RuO 2- 4                        | ruthenan               |
| 8             | Ruthenium    | +7            | HRuO4           | kyselina ruthenistá                 | RuO - 4                         | ruthenistan            |
| 8             | Ruthenium    | +8            | H2RuO5          | kyselina rutheničelá                | HRuO - 5                        | hydrogenrutheničelan   |
| 8             | Osmium       | +6            | H6OsO6          | kyselina osmiová                    | H4OsO 2- 6                      | tetrahydrogenosmičelan |
| 8             | Osmium       | +8            | H4OsO6          | kyselina tetrahydrogenosmičelá      | H2OsO 2- 6                      | dihydrogenosmičelan    |
| 13            | Bor          | +3            | H3BO3           | kyselina trihydrogenboritá          | BO 3- 3                         | boritan                |
| 13            | Bor          | +3            | (HBO2)n         | kyselina metaboritá                 | BO - 2                          | metaboritan            |
| 14            | uhlík        | +4            | H2CO3           | kyselina uhličitá                   | {\displaystyle {\ce {CO3^2-}}}  | uhličitan              |
| 14            | křemík       | +4            | H4SiO4          | kyselina orthokřemičitá             | {\displaystyle {\ce {SiO4^4-}}} | orthokřemičitan        |
| 14            | křemík       | +4            | H2SiO3          | kyselina křemičitá                  | SiO 2- 3                        | křemičitan             |
| 14, 15        | uhlík, dusík | +4, −3        | HOCN            | Kyselina isokyanatá                 | OCN−                            | isokyanatan            |
| 15            | dusík        | +5            | HNO3            | Kyselina dusičná                    | NO - 3                          | dusičnan               |
| 15            | dusík        | +5            | HNO4            | kyselina peroxodusičná              | NO - 4                          | peroxodusičnan         |
| 15            | dusík        | +5            | H3NO4           | kyselina orthodusičná               | NO 3- 4                         | orthodusičnan          |
| 15            | dusík        | +3            | HNO2            | kyselina dusitá                     | NO - 2                          | dusitan                |
| 15            | dusík        | +3            | HOONO           | kyselina peroxodusitá               | OONO−                           | peroxodusitan          |
| 15            | dusík        | +2            | H2NO2           | kyselina dusičnatá                  | NO 2- 2                         | dusičnatan             |
| 15            | dusík        | +1            | H2N2O2          | kyselina dusná                      | N2O 2- 2                        | dusnan                 |
| 15            | fosfor       | +5            | H3PO4           | kyselina trihydrogenfosforečná      | PO 3- 4                         | fosforečnan            |
| 15            | fosfor       | +5            | HPO3            | kyselina fosforečná                 | PO - 3                          | fosforečnan            |
| 15            | fosfor       | +5            | H4P2O7          | kyselina tetrahydrogendifosforečná  | P2O 4- 7                        | difosforečnan          |
| 15            | fosfor       | +5            | H3PO5           | kyselina peroxofosforečná           | PO 3- 3                         | peroxofosforečnan      |
| 15            | fosfor       | +5, +3        | (HO)2POPO(OH)2  | ???                                 | O2POPOO 2- 2                    | ???                    |
| 15            | fosfor       | +4            | (HO)2OPPO(OH)2  | ???                                 | O2OPPOO 4- 2                    | ???                    |
| 15            | fosfor       | +3            | H2PHO3          | kyselina fosforitá                  | PHO 2- 3                        | fosforitan             |
| 15            | fosfor       | +3            | H2P2H2O5        | kyselina difosforitá                | P2H2O 5- 3                      | dihydrogendifosforitan |
| 15            | fosfor       | +1            | HPH2O2          | kyselina fosforná                   | PH2O - 2                        | fosfornan              |
| 15            | arsen        | +5            | H3AsO4          | kyselina trihydrogenarseničná       | AsO 3- 4                        | arseničnan             |
| 15            | arsen        | +3            | H3AsO3          | kyselina trihydrogenarsenitá        | AsO 3- 3                        | arsenitan              |
| 16            | síra         | +6            | H2SO4           | kyselina sírová                     | SO 2- 4                         | síran                  |
| 16            | síra         | +6            | H2S2O7          | kyselina disírová                   | S2O 2- 7                        | disíran                |
| 16            | síra         | +6            | H2SO5           | kyselina peroxosírová               | SO 2- 5                         | peroxosíran            |
| 16            | síra         | +6            | H2S2O8          | kyselina peroxodisírová             | S2O 2- 8                        | peroxodisíran          |
| 16            | síra         | +5            | H2S2O6          | Kyselina dithionová                 | S2O 2- 6                        | dithionan              |
| 16            | síra         | +5, 0         | H2SxO6          | Kyseliny polythionové (x = 3, 4...) | SxO 2- 6                        | polythionany           |
| 16            | síra         | +4            | H2SO3           | kyselina siřičitá                   | SO 2- 3                         | siřičitan              |
| 16            | síra         | +4            | H2S2O5          | kyselina disiřičitá                 | S2O 2- 5                        | disiřičitan            |
| 16            | síra         | +4, 0         | H2S2O3          | Kyselina thiosírová                 | S2O 2- 3                        | thiosíran              |
| 16            | síra         | +3            | H2S2O4          | kyselina dithioničitá               | S2O 2- 4                        | dithioničitan          |
| 16            | síra         | +3, −1        | H2S2O2          | kyselina thiosiřičitá               | S2O 2- 2                        | thiosiřičitan          |
| 16            | síra         | +2            | H2SO2           | kyselina sulfoxylová                | SO 2- 2                         | sulfoxylan             |
| 16            | síra         | +1            | H2S2O2          | Dihydroxydisulfan                   | S2O 2- 2                        | Dihydroxydisulfanan    |
| 16            | síra         | 0             | HSOH            | oxasulfan                           | HSO−                            | ???                    |
| 16            | Selen        | +6            | H2SeO4          | kyselina selenová                   | SeO 2- 4                        | selenan                |
| 16            | Selen        | +4            | H2SeO3          | kyselina seleničitá                 | SeO 2- 3                        | seleničitan            |
| 16            | Tellur       | +6            | H2TeO4          | kyselina tellurová                  | TeO 2- 4                        | telluran               |
| 16            | Tellur       | +6            | H6TeO6          | Kyselina hexahydrogentellurová      | TeO 6- 6                        | telluran               |
| 16            | Tellur       | +4            | H2TeO3          | kyselina telluričitá                | TeO 2- 3                        | telluričitan           |
| 17            | chlor        | +7            | HClO4           | kyselina chloristá                  | ClO - 4                         | chloristan             |
| 17            | chlor        | +5            | HClO3           | kyselina chlorečná                  | ClO - 3                         | chlorečnan             |
| 17            | chlor        | +3            | HClO2           | kyselina chroritá                   | ClO - 2                         | chloritan              |
| 17            | chlor        | +1            | HClO            | kyselina chlorná                    | ClO−                            | chlornan               |
| 17            | brom         | +7            | HBrO4           | kyselina bromistá                   | BrO - 4                         | bromistan              |
| 17            | brom         | +5            | HBrO3           | kyselina bromičná                   | BrO - 3                         | bromičnan              |
| 17            | brom         | +3            | HBrO2           | kyselina bromitá                    | BrO - 2                         | bromitan               |
| 17            | brom         | +1            | HBrO            | kyselina bromná                     | BrO−                            | bromnan                |
| 17            | jod          | +7            | HIO4            | kyselina jodistá                    | IO - 4                          | jodistan               |
| 17            | jod          | +7            | H5IO6           | kyselina pentahydrogenjodistá       | IO 5- 6                         | jodistan               |
| 17            | jod          | +5            | HIO3            | kyselina jodičná                    | IO - 3                          | jodičnan               |
| 17            | jod          | +1            | HIO             | kyselina jodná                      | IO−                             | jodnan                 |
| 18            | Xenon        | +6            | H2XeO4          | Kyselina xenonová                   | HXeO - 4                        | hydrogenxenonan        |
| 18            | Xenon        | +8            | H4XeO6          | kyselina tetrahydrogenxenoničelá    | XeO 4- 6                        | xenoničelan            |